# Pius Puigcorbé i Galceran
Pius Puigcorbé i Galceran (Tremp, Pallars Jussà, 1853 - Cervera, Segarra, 1909) va ésser un notari que és esmentat com a representant d'una agrupació catalanista de Cervera, la qual s'adherí al Missatge a la Reina Regent (1888), i figura com a delegat a les Assemblees de la Unió Catalanista celebrades a Manresa (1892), Reus (1893), Girona (1897), Terrassa (1901) i Barcelona (1904).